# ゲロントフォルミカ
ゲロントフォルミカ（学名：Gerontoformica）は、ステムグループのアリに属する絶滅した属。アジアとヨーロッパで発見された後期白亜紀の化石が知られており、記載された14の種を内包する。2004年にタイプ種 Gerontoformica cretacica が記載されて以降多数の種が記載されており、またその多くがジュニアシノニムの属 Sphecomyrmodes にかつて分類されていた。

## 研究史
ゲロントフォルミカは完全な成虫の雌のワーカーと女王からなる、30個を超過する成虫の化石標本から知られている。最初に発見された化石はシャラント産琥珀の透明な塊の中にインクルージョンとして保存されていた。琥珀は球果植物によるもので、中でも絶滅したケイロレピディア科 Cheirolepidiaceae あるいは現生するナンヨウスギ科の天然樹脂から形成されたと考えられている。琥珀から、当時の古環境は亜熱帯から温帯気候下のマングローブ型の森林であること、また季節的な乾季を伴っていたことが示唆されている。琥珀は採石場や道路建設現場・海岸の露頭に露出した堆積物から発見されており、これらの産地はフランス沿岸部のシャラント＝マリティーム県、特にArchingeay (en) に分布している。これらの琥珀の年代は花粉分析を通して一般に約1億年前と推定されている。
記載された化石の大多数はミャンマー産琥珀から発見されており、アジア標本はミャンマー北部カチン州のフーコン渓谷に分布する未特定の堆積物で発見されている。ミャンマー産琥珀はウラン・鉛年代測定法により約9900万年前のものと推定されており、これは前期白亜紀アプチアン期と後期白亜紀セノマニアン期の境界に近い。この琥珀は北緯5°程度の熱帯環境で形成されたことが示唆され、樹液の供給源はナンヨウスギ科あるいはヒノキ科の樹種であったことが示唆される。
ゲロントフォルミカ属は Nel and Perrault (2004) により Geologica Acta 誌で新属として記載された。属名 Gerontoformica はその古い年代にちなむギリシア語の Geronto とアリを意味するラテン語 formica に由来する。タイプ種はシャラント産琥珀から産出した G. cretacica が指定された。
Grimaldi and Engel (2005) により記載されたアケボノアリ亜科の新属 Sphecomyrmodes はミャンマー産琥珀から発見された化石に基づいて命名された。本属の属名は亜科のタイプ属であるアケボノアリ属（Sphecomyrma）との類似性に基づくものであった。Nel and Perrault (2004) において G. cretacica の触覚が長く伸びた柄節を持つものと解釈されていたことから、Grimaldi and Engel (2005) は Nel and Perrault (2004) に基づいて新標本をゲロントフォルミカ属に分類せず、S. orientalis をタイプ種として新属を設立した。シャラント産琥珀に保存されていた2個の標本に基づいて第二の種 S. occidentalis も2008年に記載された。さらにその後、Barden and Grimaldi (2014) はミャンマー産琥珀から一連の9種を記載して Sphecomyrmodes に分類した。その9種とは S. contegus、S. gracilis、S. magnus、S. pilosus、S. rubustus、S. rugosus、S. spiralis、S. subcuspis、S. tendir である。これらの種はすべてジェームズ・ジグラスの私的コレクションの化石に基づいて記載されており、またそれらのタイプ標本は古生物学者のため研究目的でアメリカ自然史博物館に貸与されたものであった。
Barden and Grimaldi (2016) は G. cretacica のホロタイプの再調査に基づいてゲロントフォルミカ属を再評価し、Sphecomyrmodes をゲロントフォルミカのジュニアシノニム（新参主観異名）として同定した。11種の Sphecomyrmodes の種はゲロントフォルミカ属に再分類され、また新たにミャンマー産琥珀から13番目の種である G. maraudera が記載・命名された。その後 Boudinot et al. (2022) で14番目の種 G. sternorhabda が命名された。

## 行動と生態

### 群集

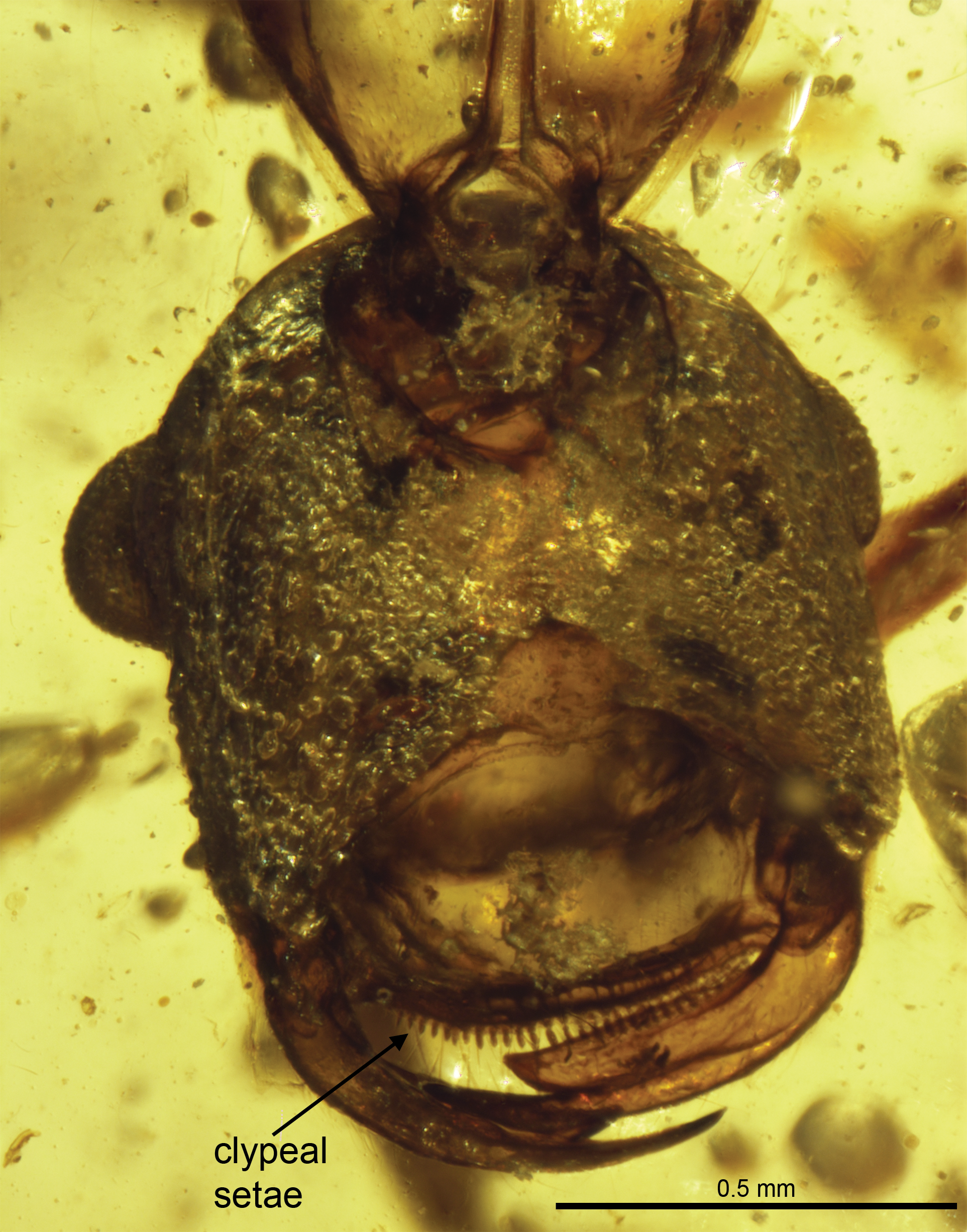
G. spiralis の頭部と額片の櫛

Barden and Grimaldi (2016) では複数のミャンマー産琥珀の標本が記載されており、ゲロントフォルミカのワーカーの集団が保存されていることが指摘されている。標本 JZC Bu1814 は G. spiralis の成虫のワーカー6匹とクビナガバチ科のハチ、ナメクジ、2種のシリアゲムシ目 Parapolycentropus 属の種の翅、ハネカクシ科コケムシ亜科の甲虫を含む。全てのワーカーは同時に封入され、その後しばらく樹脂が流れてワーカーの中体節を切断し、それぞれの部位を離断した状態で保存したと見られている。
琥珀標本 JZC Bu116はJZC Bu1814 よりも多数のアリのワーカーを保存しており、2属12匹に上る。これらのうち11匹は G. spiralisで、残る1匹は haidomyrmecine の Haidomyrmex である。この琥珀が二分割された上で研磨されているため、元々の琥珀はより大型であったと見られ、12匹を上回る集団が保存されていた可能性が高い。アリとともに他の節足動物も多く保存されており、他のハチ目の科、ハサミムシ目、バッタ目、ハエ目、クモ綱、多足類、大型ゴキブリ目がある。このゴキブリ目昆虫は4匹のアリのワーカー（うち3匹が G. spriralis、1匹が H. zigrasi）の中央に位置しており、アリの潜在的な食糧になっていたか、活発に漁られていたことが示唆されている。ただしゴキブリに対する体の向きが未特定であるため、他の8匹の G. spriralis が獲物であるゴキブリの捕殺に向かっていたかは不明である。
記載された3個目の琥珀標本 JZC Bu1645 は3つの異なる流れの層が保存されており、それぞれの流動イベントの間には数時間、あるいはもしかすると数日の時間間隔が存在したと見られている。1層目が最小かつ最上部に存在し、3層目が最大かつ最下部に存在する。流れの中に複数の未成熟の節足動物の遺骸に伴って砂と腐植土の粒子が存在することから、樹脂は林床あるいはその付近に蓄積したことが示唆されている。保存された節足動物はアリ以外で20匹を超過するが、アリのみで21匹に上り、その中でもゲロントフォルミカ属の多様性が最大である。この琥珀の中には G. contegus と G. orientalis および G. robustus の少なくとも3種の異なるゲロントフォルミカ属が保存されており、層の中でワーカーは3個の異なる集団に分かれている。1層目は7匹、2層目は3匹、3層目は11匹のアリの集団を保存している。最大の集団からは個体の方向を読み取ることができ、6匹のワーカーが基本的に同じ方向を向いており、残る5匹は方向を示していない。

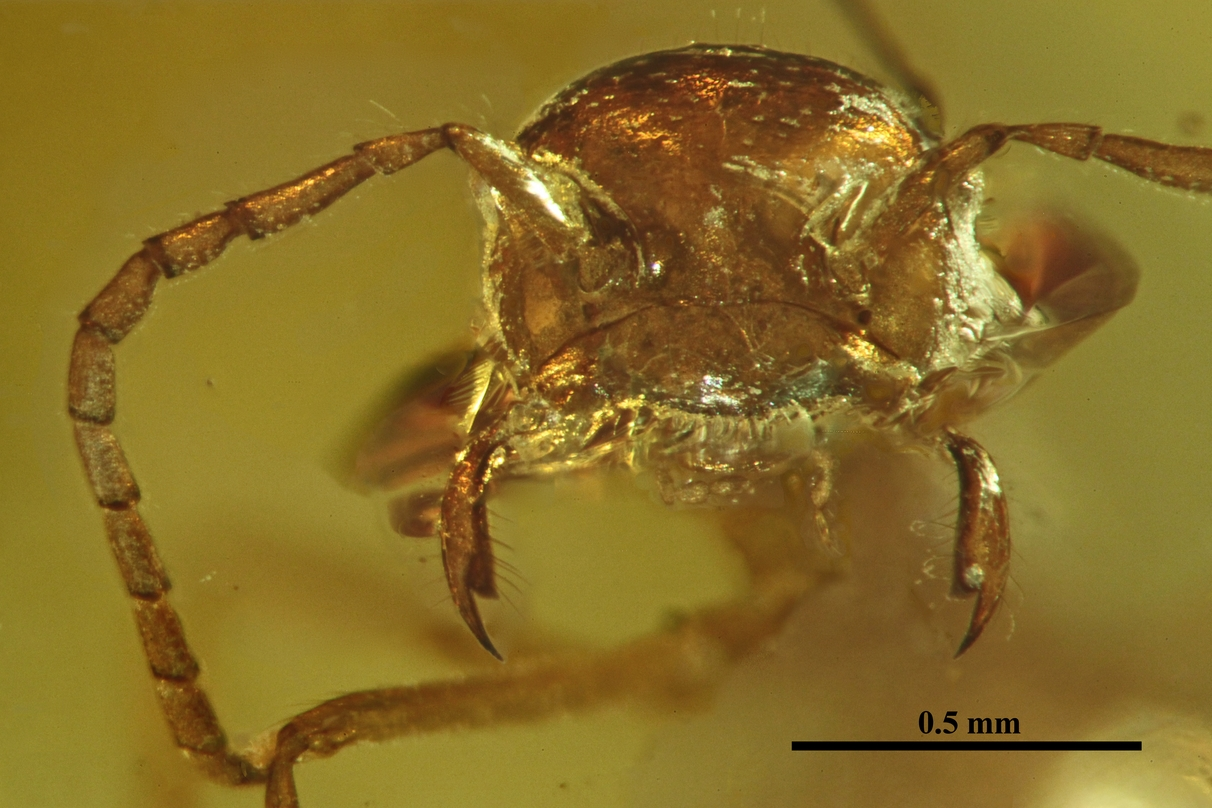
大顎の長い G. orientalis

さらなる琥珀化石 JZC Bu1646 は2匹のゲロントフォルミカの闘争化石を保存している。小型である G. tendir はその大顎で右の触角を掴み、大型である G. spiralis は左の大顎と額片の櫛との間で左前肢の前跗節を掴んでいる。それぞれのアリは複数の触角の体節を喪失しており、また G. spiralis の触角の破損した先端部からは気泡が滲み出ている。この気泡は琥珀に埋没した際にワーカーが当時生存していたことを示唆する。2匹は闘争中であるのにも拘らず、現生のアリの闘争で見られる姿勢と異なり、敵を刺すために後体部を丸めている個体が見られない。
1個の琥珀に大規模な集団が存在することは、ゲロントフォルミカの種が祖先のハチのような単独性の動物というよりも社会的なアリであったことを示唆すると Barden and Grimaldi (2016) により解釈されている。アリにおいてコロニー間や種間の闘争は一般的であるが、これは単独の有剣類において稀である。本標本からゲロントフォルミカは社会性を持つ属であったことが示唆される。

### 触角
Taniguchi et al.  (2024) は、琥珀標本JZC Bu109とBu-KL B1-21を用い、内部に保存された合計3匹の G. gracilis の微小化石を可視化した。G. gracilis の触角には現生のアリにも存在する湾曲毛状感覚子、錐状感覚子、毛状感覚子が観察された。現生種において湾曲毛状感覚子は警報フェロモンへ応答し、錐状感覚子は別固体の体表フェロモンを感知して同一コロニーに属するか否かの判断に寄与している。これらの感覚子の存在から、G. gracilis がこの時代ですでに社会性を確立し、フェロモンによる情報の送受信を成立させていたことが示唆されている。

## 特徴
ゲロントフォルミカは額片の前縁に沿った1列のペグ状の突起によって特徴づけられており、この形質状態は他の白亜紀のアリの属に見られていない。加えて、大顎は全体として鎌状にカーブしており、先端部に明瞭な tooth が、先端部のすぐ後部に secondary tooth が存在する。

### G. contegus

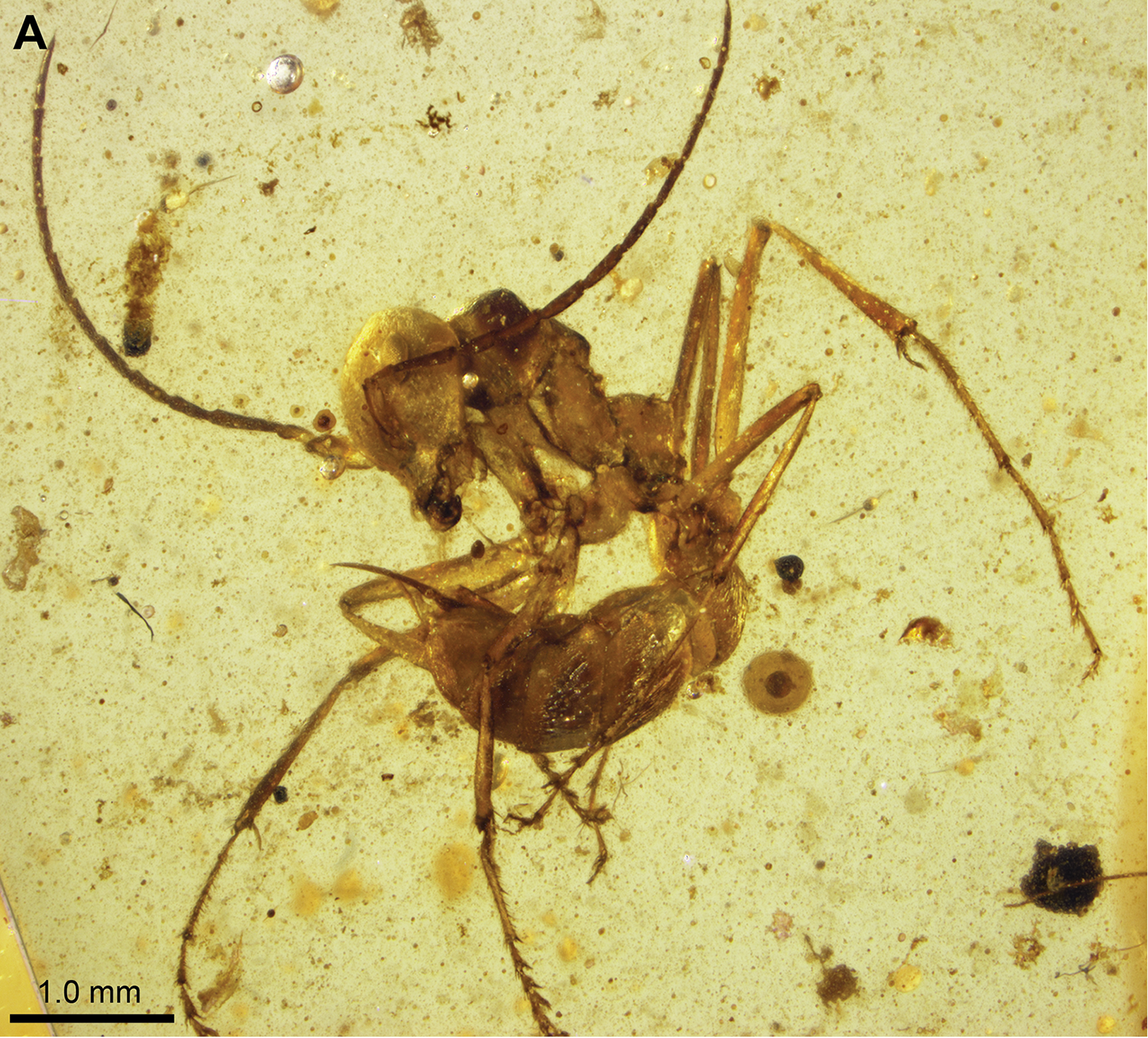
G. contegusのホロタイプ標本

本種は他の種に見られない特徴である、scrobes と呼称される複数の窪みに触角が入り込んでいる特徴を持つ。ワーカーの体長は5.05–5.19 mm で、頭部が1.21 mm、中体節が1.65 mm を占める。頭部の scrobes は額片の上縁から複眼の下縁にかけて走り、その幅は触角柄節と同等である。単眼が非常に退化して存在しない一方、複眼は前側から見て楕円形の輪郭を描き、頭部から突出している。触角は10個の体節から構成されており、全長が3.52 mm に達する。額片は凸状の前縁に約22個の厚い剛毛が存在しており、大顎は外側面に剛毛が散在する。中体節では後胸の気門と前伸腹節の気門が中胸面から明らかに突出する。膨腹部は2番目と3番目の体節の間で顕著に狭窄しており、加えて膨腹部の先端部には針が存在する。種小名はラテン語で「隠す」「保護する」を意味する動詞 contegō からの派生であり、scrobes がホロタイプ標本とパラタイプ標本の両方に存在することを反映している。

### G. cretacica

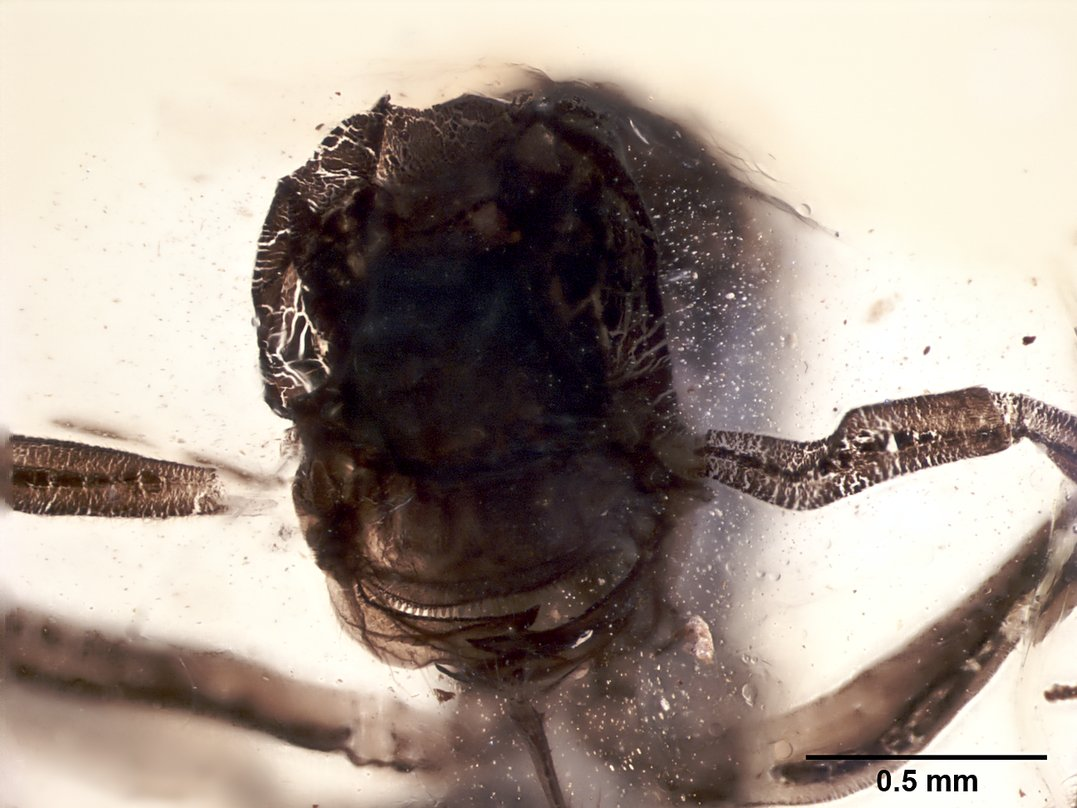
G. cretacica の頭部の拡大写真

シャラント産琥珀に保存された1匹のワーカーに基づいて記載された種であり、推定体長5.4 mm であるが、琥珀に埋没した後に縮んでいるため正確な測定が困難である。頭部には目立たない小型の複眼が存在し、視認可能な単眼が存在しない。触角は12個の体節から構成される。原記載では他の白亜紀の属よりも顕著に長いことが示唆されているが、柄節の再調査では従来考えられていたよりも短いことが判明し、化石の歪みが原記載の誤りの原因となったと判断された。大顎は本属に典型的な形状を示しており、閉じた際に僅かに重なる格好となり、また頂端と亜頂端の歯が存在する。額片は32個の鋸歯が存在するが、原記載ではこれらの鋸歯が上唇に位置づけられていた。原記載は針が存在しないことに言及していたが、2016年の化石の再評価では樹脂への埋没前に針が失われた可能性が提唱されている。
種小名は化石の年代である白亜紀に由来する。

### G. gracilis

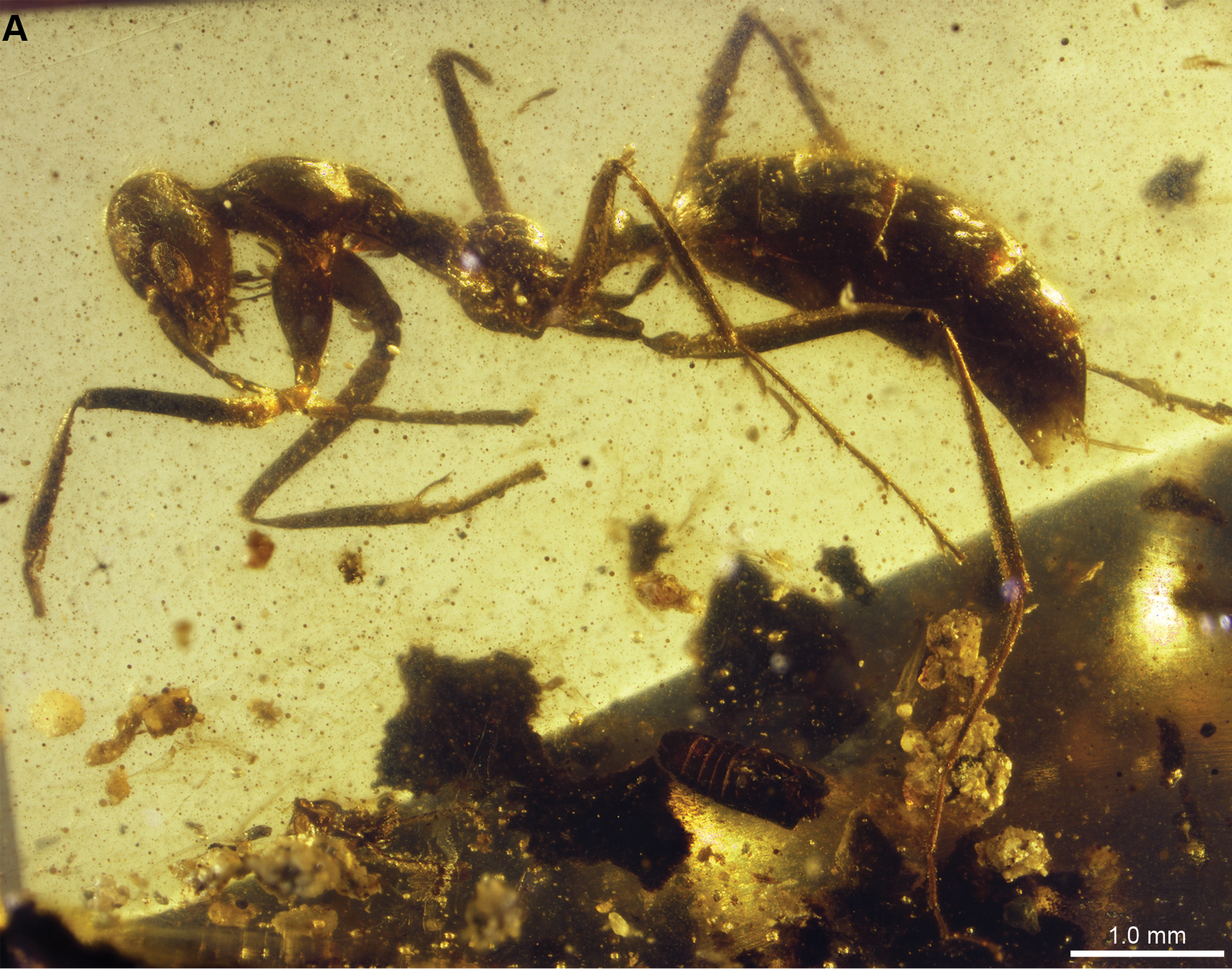
G. gracilis のホロタイプ標本

ワーカーと推測される翅の無い2匹の雌個体から記載された、体長6.62 mm の種。額片の上面に沿って先細る剛毛が存在しており、額片の前側の角（かど）が大顎の基部を被覆する。額片の前縁に沿って20個の鋸歯が1列に並ぶ。複眼の後縁の間と直上には小型の単眼が存在する。頭部の保存が不完全であるため触角の全長は不明である。複眼の外側縁から触角の基部の間にかけて、隆起したクチクラで形成されたカリナが走る。中体節は顕著に長く、前後長が背腹高の2倍を超過する。中胸側板にはtransverse ridgeが存在しない。中胸側板の伸長により、前肢と中肢・後肢との間には幅の広い間隙が存在する。後胸の気門がわずかに中体節から隆起しているため、後胸腺は中体節の僅かな窪みの中に位置する。中後胸背板と後胸前伸腹節の溝は前後に幅広である。第4腹体節は狭窄せず、腹柄は長い。膨腹部は体長の約半分を占め、ホロタイプ標本には針が存在する。
頭部の長さと幅のプロポーションはほぼ等しく、G. robustus、G. spiralis、G. subcuspis と同様である。本種とこれらの種との区別は、前側のカリナや、中体節の長さのプロポーションに基づく。本種の全体的に細長い体はミャンマー産琥珀のアリ Myanmyrma gracilis や、現生のアリである Leptomyrmex や Oecophylla と類似する。
種小名は細長いワーカーにちなむ。

### G. magnus
G. magnus は2番目に大型の種であり、ワーカーの平均体長は G. maraudera のものより小型であるものの、他のゲロントフォルミカ属の種の1.7倍に達する。記載された3匹の G. magnus のワーカーは体長8.03–8.64 mm で、 全体的に雫型のhead capsuleと広く中体節に接触する腹柄を持つ。複眼は非常に大型で、その周囲に楕円形のカリナを持つ。head capsule の平坦部において複眼の間には小型の単眼が存在する。触角の間の領域は隆起し、触角のすぐ下部から複眼の前縁の直下までカリナが走る。触角は12個の体節から構成されており、全長は6.66 mm である。額片の上縁には1列の剛毛、額片の中央には2列目の剛毛、前縁にはそれに沿って顕著に伸びた剛毛の列が存在する。記載された化石が部分的に不明瞭であるが、額片の前縁に存在する鋸歯は25個を超過する。中体節はずんぐりとしていて、長さと幅が同程度で、上面に沿って剛毛が生えている。前伸腹節にはもう1つの剛毛のパッチが存在する。膨腹部にはまばらな剛毛が生え、先細る剛毛の集まりが膨腹部の先端に集まっている。

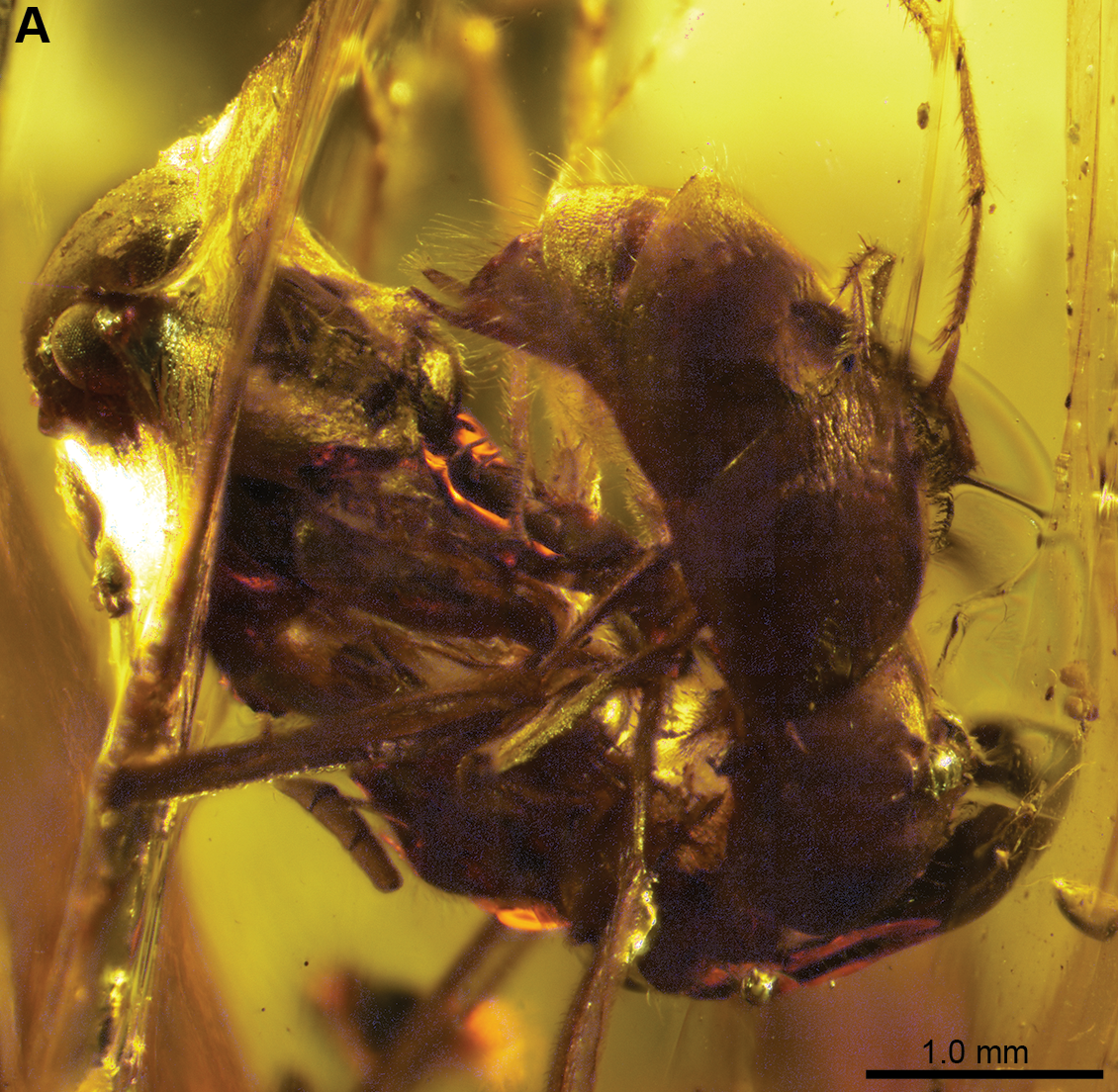
G. magnus のホロタイプ標本

種小名 magnus はラテン語で「大型の」を意味し、体サイズに由来する。

### G. maraudera

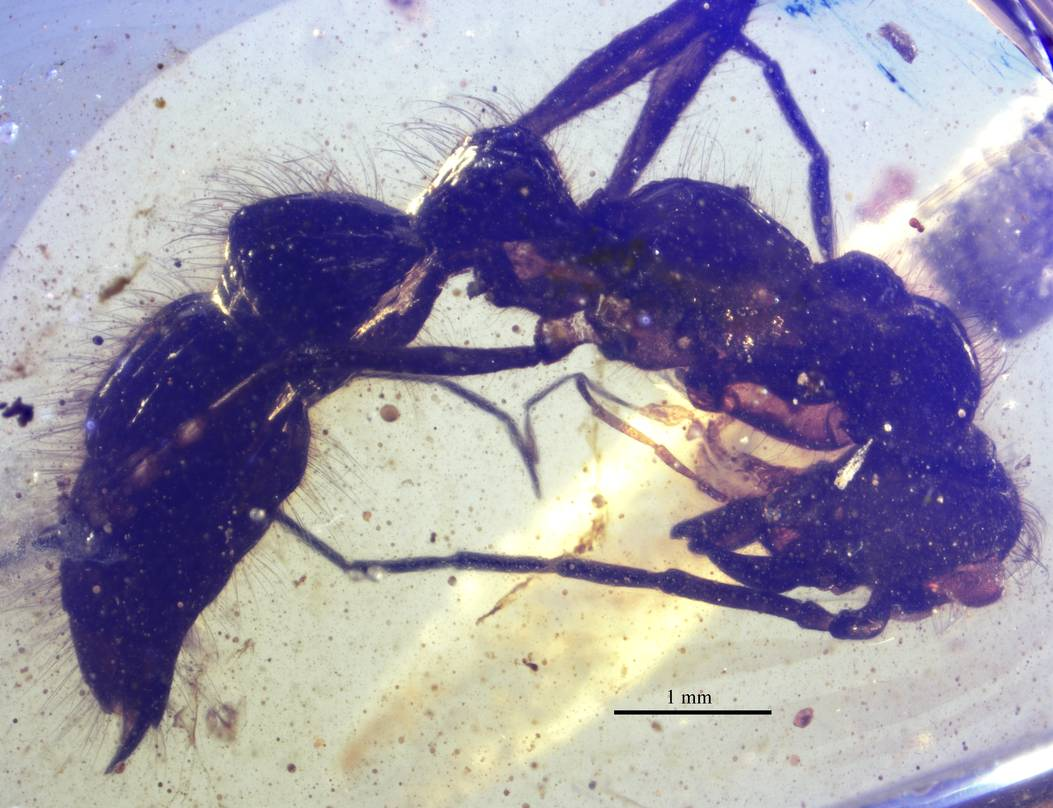
G. maraudera のホロタイプ標本

唯一記載されている G. maraudera のワーカーは体長8.67 mm で、わずかに G. magnus のワーカーを上回る。大顎は額片に対して完全に閉じることができず、その点で他の種と異なる。額片の下前側縁は左右それぞれの側面で他種のものよりも小型の突起が存在する。本属に典型的な特徴として本種は額片の縁に沿って1列の鋸歯を有しているが、その数は15個であり、25個を超過する G. magnus と異なる。下唇と小顎には感覚付属肢が認められ、小顎の肢は全5体節が保存されているのに対し、2体節からなる下唇の肢は損傷している。触角は6.07 mm で、柄節と梗節を含めて12体節からなる。中体節と腹柄と膨腹部はすべての付属肢の保存部位と同様にまばらな剛毛が生えている。腹柄は丸みを帯びた節状の外見で、上面に剛毛を持ち、下側から顕著な突起が突出する。膨腹部には顕著な狭窄があり、帯状の外見を呈する1番目の体節と2番目の体節の間に見られる。

### G. occidentalis

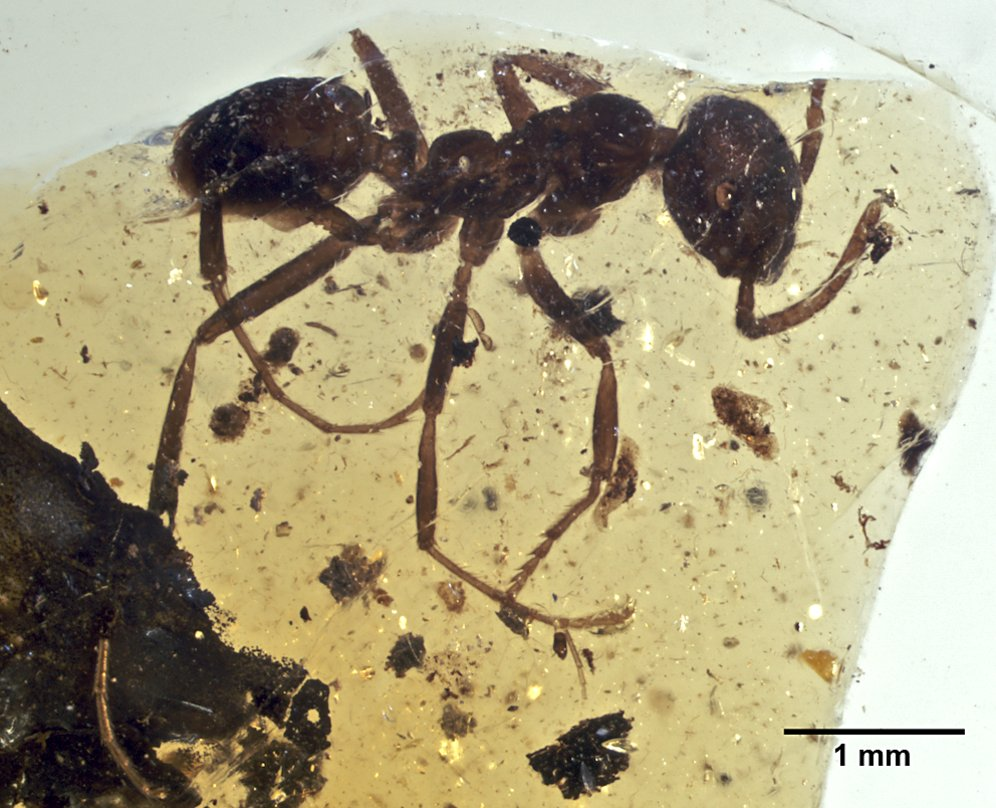
G. occidentalis のホロタイプ標本

G. occidentalis の記載された2匹のワーカーは元々同一のシャラント産琥珀に封入されていたものであったが、研究しやすくするため小さな2つの琥珀の欠片に分割された。本種は小型であり、体長は平均して3.84 mm である。頭部は滑らかで、カリナが存在しないか小型であり、額片を除いて剛毛が生えていない。触角は12体節からなり、second funicular segment が最長で、梗節が最短である。中体節も滑らかであり、剛毛や上面のきめを欠いている。付属肢には大型の基節が存在し、その腹側面に剛毛のコーティングが存在する。前肢では脛節の関節付近でカーブした上部がbasitarsomereに存在し、先端部付近で3本の長い剛毛が生えている。触角を清潔にする strigils と呼称される部位が付属肢に保存されており、発達している。滑らかな大顎、わずかに短い second funicular segment 、basitarsomere に存在する3本の剛毛は本種を他の種から区別する特徴である。
種小名 occidentalis は「西方の」を意味し、"Sphecomyrmodes" の最初の種 S. orientalis と対になっている。

### G. orientalis
G. orientalis の head capsule は滑らかで、主要なカリナやその他のクチクラの構造を欠く。大顎の外面と額片にはまばらな剛毛が存在する。大顎を閉じた際の頭部の長さは1.23 mm。触角のうち最も短い体節は梗節で、一方で最長である second funicular segment は G. occidentalis のものよりも長い。大型の基節は下部に剛毛が生えており、前後にわずかに平坦である。第1小節（tarsomere）の下部下側では鞭毛の櫛がstrigilを形成し、第1～3のprotarsomeres の後側では3対の剛毛の集まりが存在する。

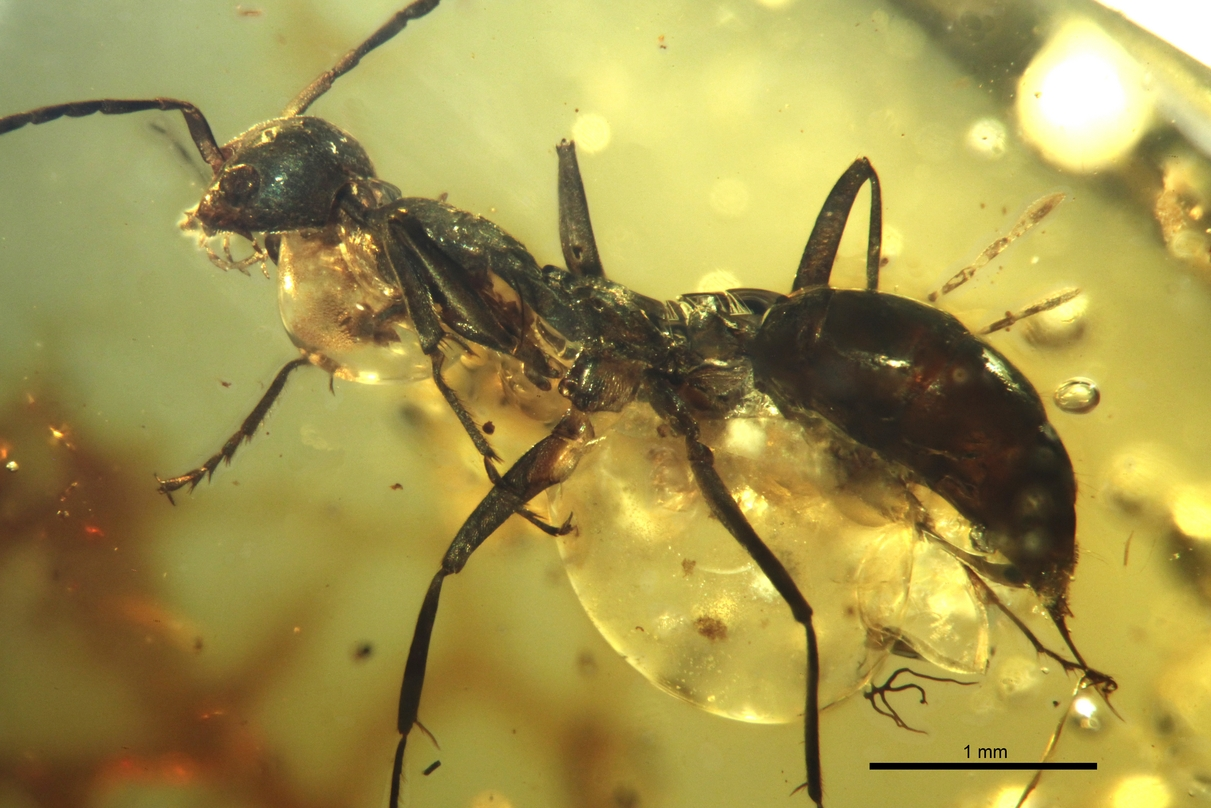
G. orientalis のワーカー

2005年に記載された当時はミャンマー産琥珀から産出した最初の Sphecomyrmini の種と解釈された。種小名はそれにちなみラテン語で「東方の」を意味する orientalis が選ばれた。

### G. pilosus

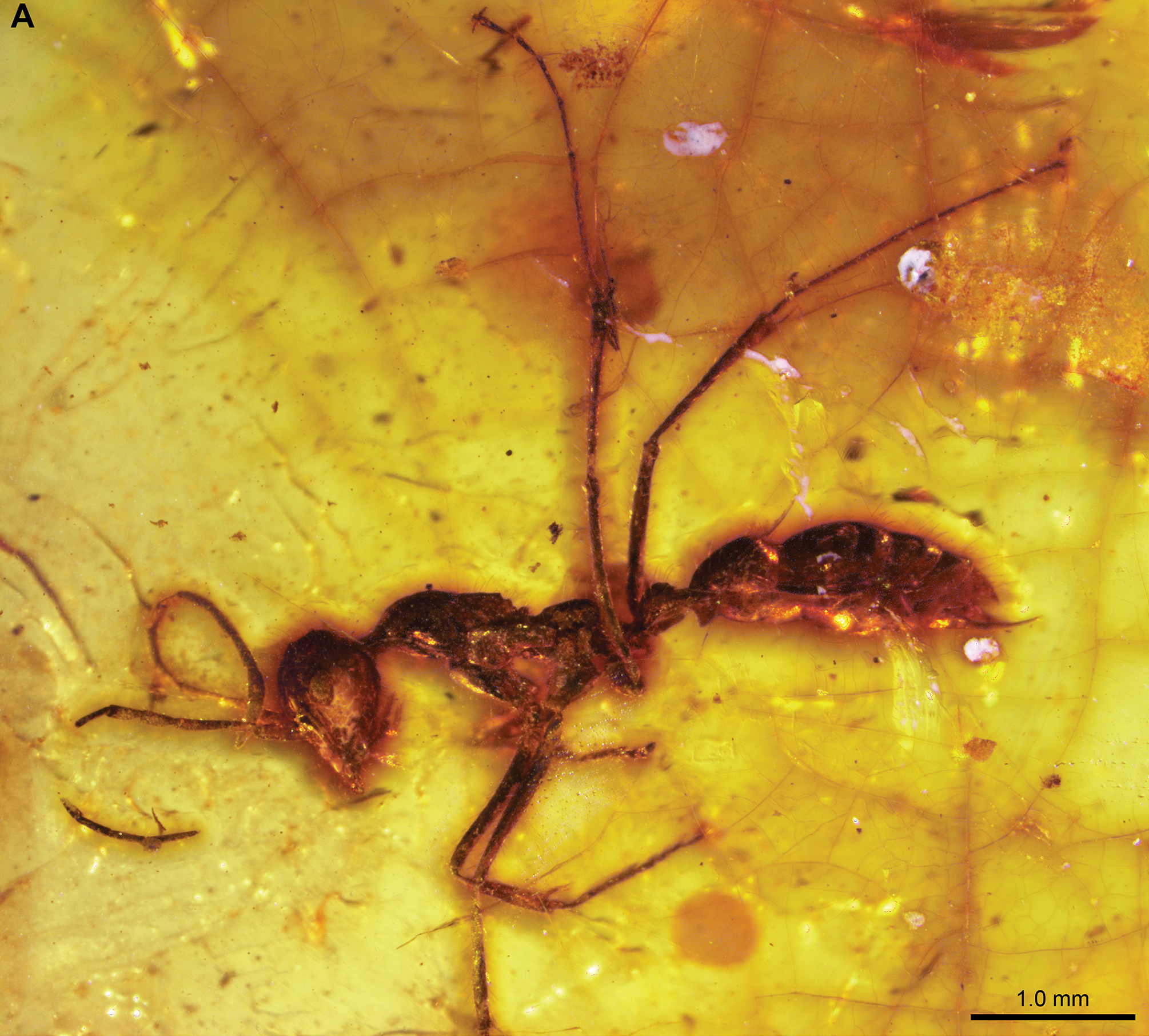
G. pilosus のホロタイプ標本

種小名から示唆されるように、G. pilosus は全身に大量の剛毛を有する。体表の剛毛は長さ約0.25 mm 近くに達する。頭部には単眼の後側と、複眼の下部の頭部側面にパッチが存在する。触角は12体節からなり、柄節が非常に毛深い一方、他の体節における剛毛はまばらである。額片と大顎は剛毛のコーティングが存在し、小顎と下唇のひげは非常に密で短い剛毛を持つ。中体節は長く伸びた左右に狭い輪郭を持ち、目立つ前胸背板が長く伸びる。後胸背板の気門は後胸背板の表面から隆起している。腹柄は全体的に節状の外見で、平坦な下側面と、長い剛毛を持つ丸みを帯びた背側面から構成されている。膨腹部は上面において第1体節と第2体節の間で明瞭な狭窄を示しており、狭窄は狭い一方で深い。体の全長は4.31 mm に近似されている。

### G. robustus

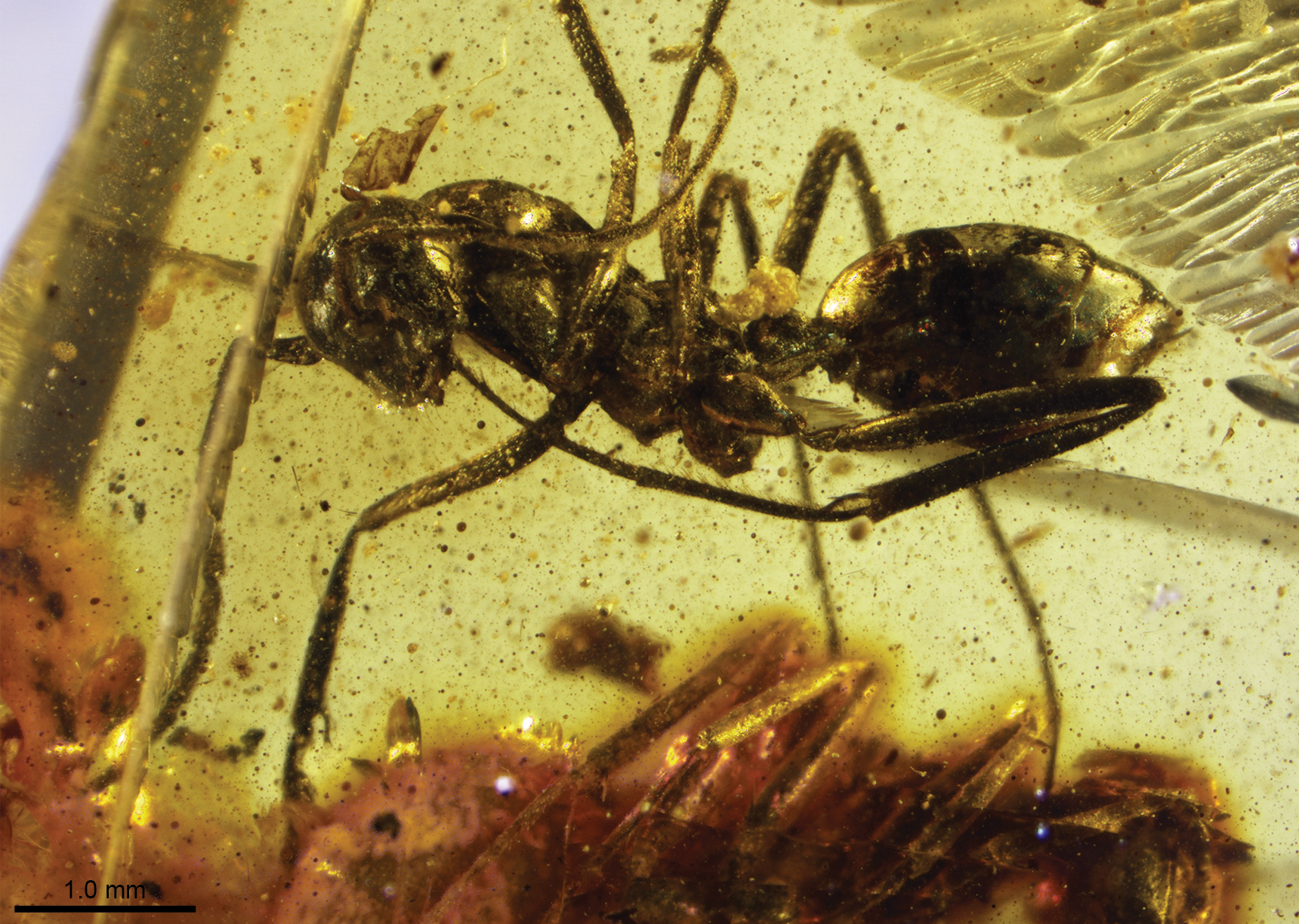
G. robustus のホロタイプ標本

本種は中体節の背腹高が前後長の約30%に達しており、この点で他の種から区別される。本種はワーカーの個体差がゲロントフォルミカ属の中でも最大であることが指摘されており、3匹のタイプ標本の体長は4.07–5.70 mm である。体サイズのばらつきは最大個体と最小固体で40%もの開きがあることになる。頭部はずんぐりとしており、縁が丸みを帯び、全体として正方形で、2個の複眼の間と後側に平坦な領域が広がっている。それぞれの楕円形の目の周囲には丸みを帯びた長方形のカリナが存在し、また頭部の平坦域のそれぞれから等距離に単眼が位置している。両頬には短い剛毛が散在する。額片の下縁には20個の鋸歯が存在し、また大顎に向けて8本から10本の長い鞭毛が1列に配列する。中体節は滑らかで、突出する気門と深い明瞭な後胸溝以外の凹凸はほぼ存在しない。gasteral segment 1は下側で前側に突出したフック状の明瞭な突起を持ち、gasteral segment 4は後縁に沿った剛毛の縁を持つ。
種小名は体が厚いことからラテン語で「頑丈な」を意味する形容詞 rōbustus が選ばれた。

### G. rugosus

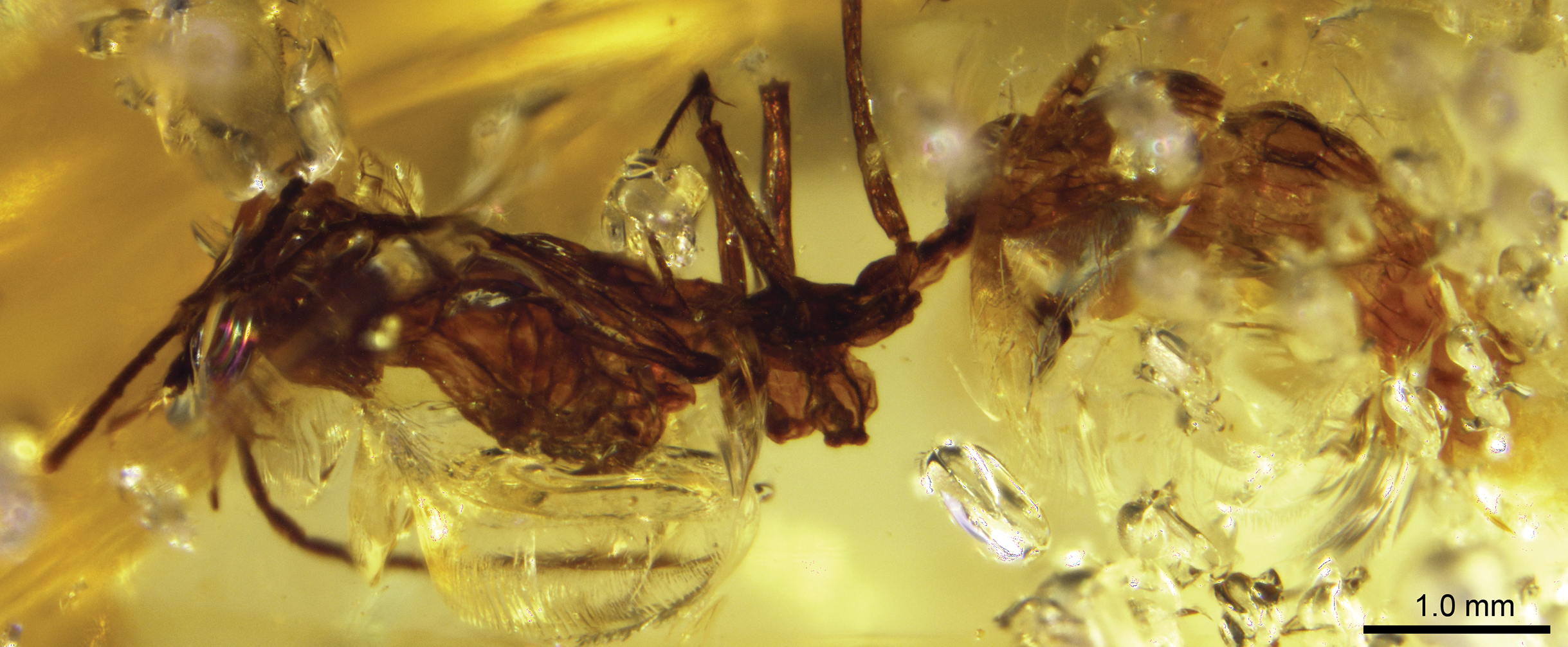
G. rugosus のホロタイプ標本

G. rugosus の唯一記載されたワーカーは中体節から後体節にかけて外骨格に明瞭な稜が存在する。頭部は長方形で、触角の間と後側に隆起したクチクラを有し、額片の後縁まで伸びる。複眼は他種に見られるものよりも小型で、長く伸びた輪郭を持ち、額片よりも体との関節部の近くに位置している。額片の下縁には32個の鋸歯が存在し、前側縁で大顎の基部が不明瞭になっている。6体節から構成される小顎肢が化石に認められており、4体節からなるゲロントフォルミカ属の他種と異なる。腹柄は他種に見られる節状というよりも丸みを帯びた円柱状で、中体節は明瞭な長軸方向の ribbing が存在する。膨腹部の細部は歪みと乾燥のため不明瞭である。

### G. spiralis

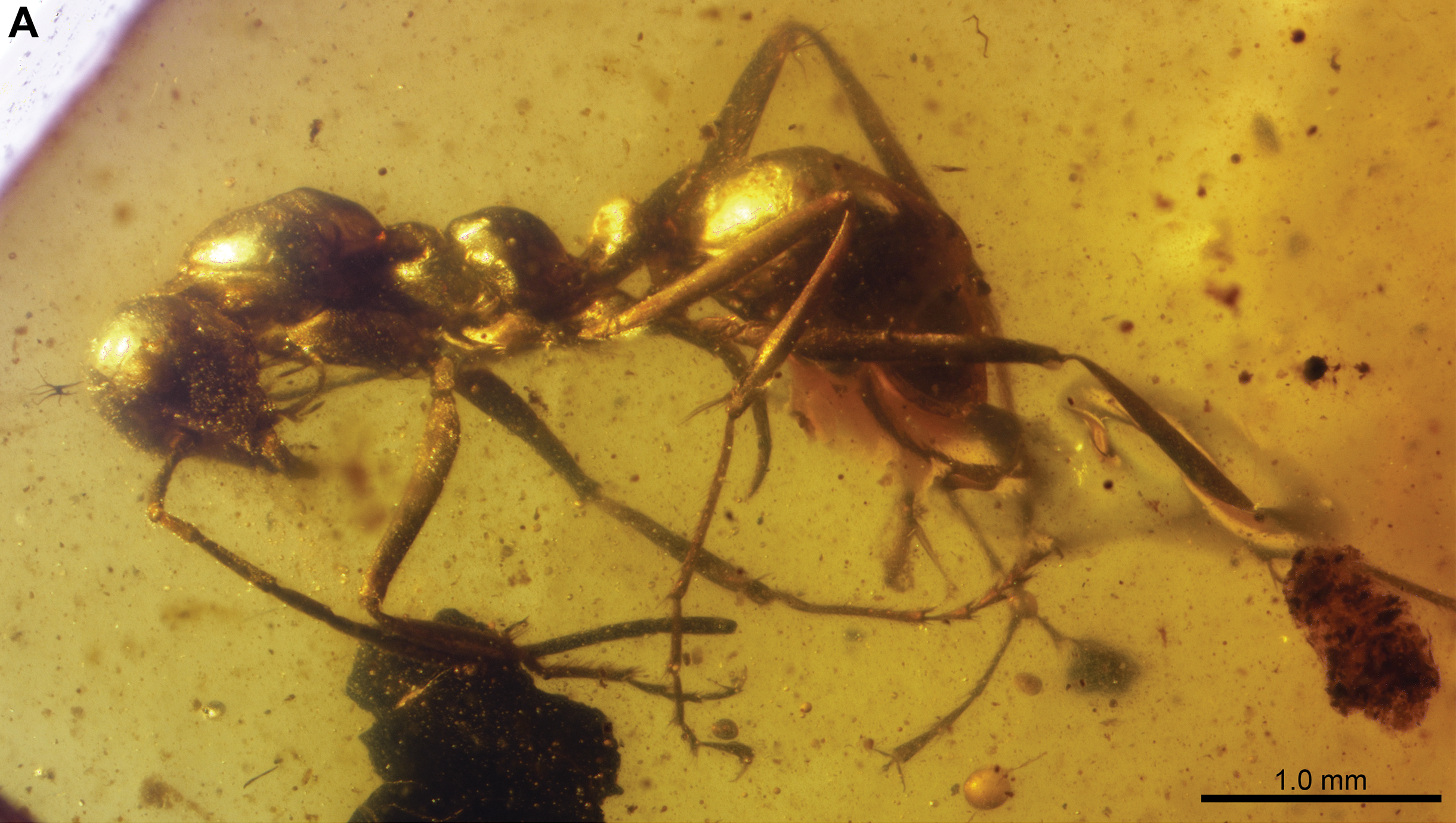
G. spiralis のホロタイプ標本

G. spiralis はゲロントフォルミカ属の種のうち最も多くの化石が記載された種であり、1個のホロタイプ標本と6個のパラタイプ標本が知られている。ゲロントフォルミカ属の中で最小の種でもあり、体長は4.22–5.11 mm である。大まかな外見は G. orientalis と類似する。head capsules は逆雫型であり、複眼は前側から見た際に頭部から膨らんでいる。湾曲した螺旋状のカリナが触角の窩から始まり、複眼の最下部の縁の周りに伸びる。台形の額片には両端と中央に隆起した領域が存在する。額片の上面にはまばらな剛毛が生え、下縁には25個の鋸歯が配列する。頭部は幅広い接触領域で前胸背板と接続するが、腹柄は節状である。後胸腺は後基節の直上に位置する1個の開口部を形成する。

### G. sternorhabda
ホロタイプ標本CASENT0741233とパラタイプ標本 CASENT0741234 にあたる、翅を持たない2匹のワーカーが知られている。postgenal bridge が長く、大顎の前側/背側関節部の頭側に位置する顆が大型であり、触角挿入孔が背側よりもむしろ背外側に傾斜しており、前基節が長く（幅の約2倍）、prodisticoxal foramen が閉鎖しており前脚転節（protrochanter）に狭い首状の形状が存在し、mesothoracicocoxal と metathoracicocoxal の関節が閉鎖する。第2腹体節が完全に有柄であり、腹柄節には腹柄節下部突起（subpetiolar process）が存在する。
種小名は腹柄節下部突起の形態を反映し、古代ギリシア語で「胸板」を意味する στερνών と「棒」を意味する ράβδος に由来する。また種小名は形容詞的で、属名と性を一致させて女性形になっている。

### G. subcuspis

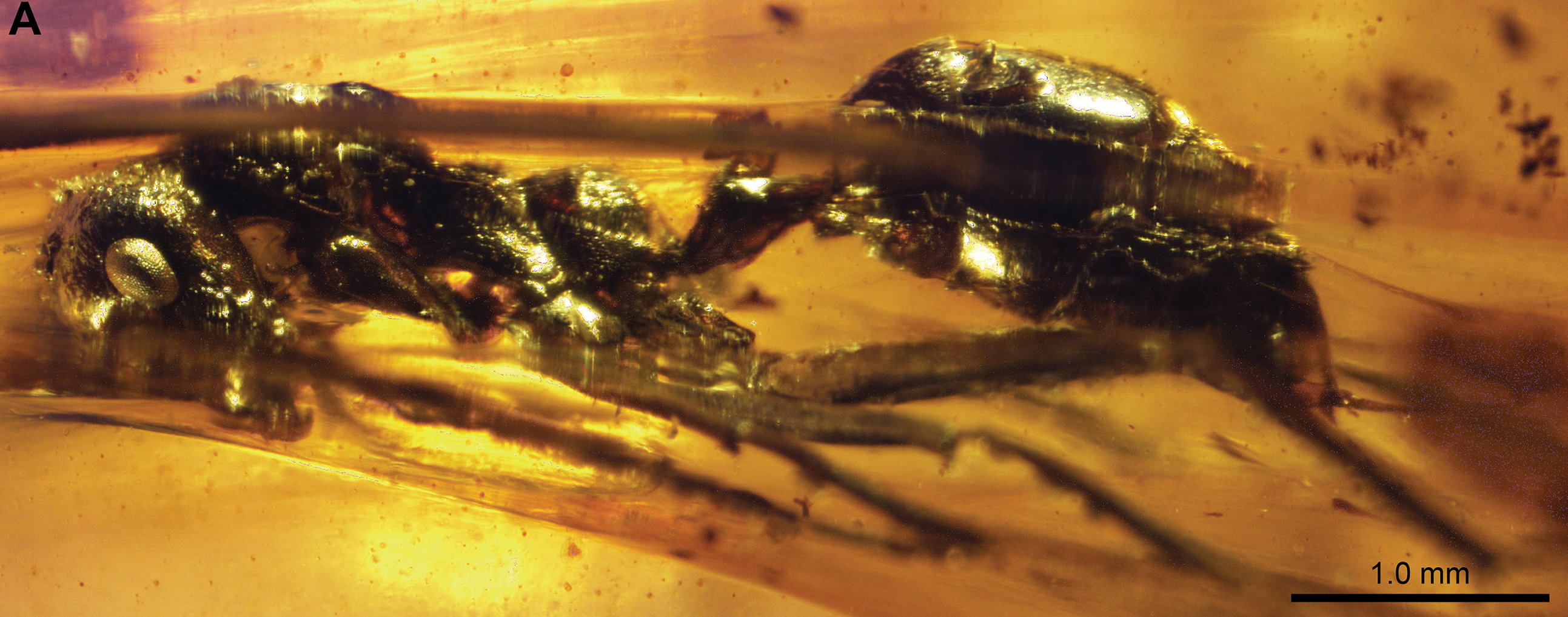
G. subcuspis のホロタイプ標本

G. subcuspis の頭部は前側から見てほぼ正方形の輪郭を持ち、側面から見ると大顎から上向きに拡大した上下反対の雫型の輪郭を示す。複眼はほぼ円形のカリナに囲まれており、さらなるカリナが目の底の外側の縁から触角の窩にかけて存在する。触角は全長約3.34 mm で、同じ長さの体節から構成されており、大型の剛毛を欠いていて滑らかである。額片上には長さの異なる無数の剛毛が生えており、また隆起した稜が硬皮の中央に沿って走る。上縁には幅広い切痕が存在し、下縁には丸みを帯びた輪郭の窪みが存在する。下縁には約30個の鋸歯が存在し、その大多数は1列であるが、2列になっているセクションも存在する。前胸背板の気門の開口部は小型の突起の最上部に位置する。腹柄の輪郭は節状で、丸みを帯びた上側の輪郭と、下側に位置する前側向きの突起を有する。突起は腹柄の体節の中心付近から始まり、腹柄の前側へ向かって上向きに傾斜し、前側面で平坦になって終止する。種小名はラテン語で「下側の」を意味する接頭辞"sub-"と「尖」を意味する"cuspis"に由来し、目立つ突起にちなんでいる。

### G. tendir

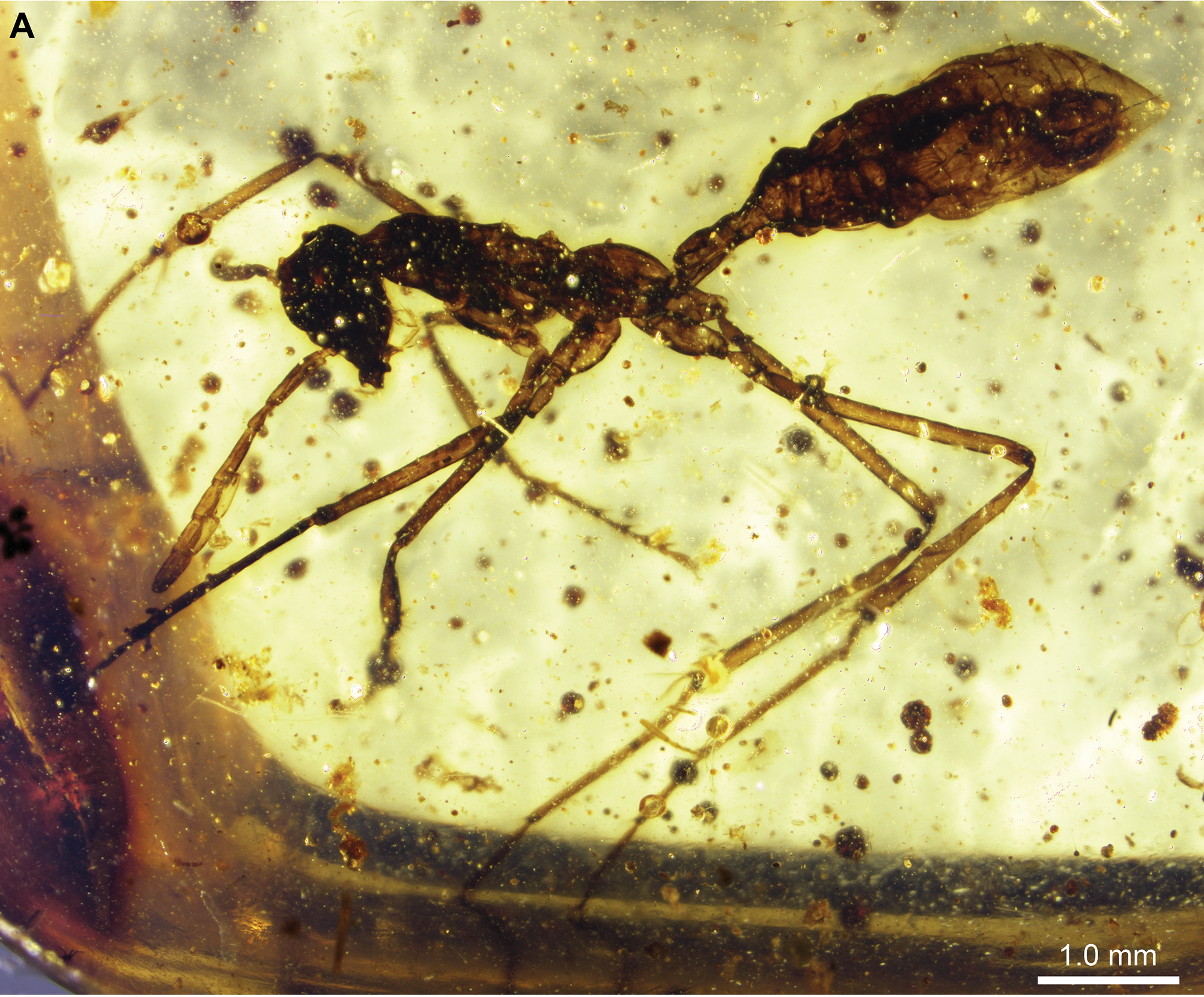
G. tendir のホロタイプ標本

ホロタイプ標本のクチクラが暗くなっているため、単眼の位置といった細部の特徴は検出不可能である。頭部は長く伸びた構造を持ち、上下の高さが左右の幅を上回っており、また小さな複眼が額片と後縁の中心点付近に位置する。頭部の後縁はクチクラが小さく2点隆起している。G. tendir のワーカーはいずれも額片の中央前側のローブが発達しており、また前縁に20個の鋸歯が存在する。額片の剛毛は中央のローブのみに限られており、他種と対照的である。頭部と中体節との間の接続はクチクラが暗くなっているため記載不可能であるが、剛毛が存在しないこととクチクラが滑らかであることが観察できる。中脛節には長い剛毛と2本の端刺が存在する。全ての小節（tarsomeres）は頂端部に4本の剛毛を持つ一方、それぞれの subapical tooth は他種のものよりも小型である。ホロタイプ標本の体長は約6.93 mm。

## 系統
ハチとクラウングループのアリに関連するステムグループのアリの系統関係は Barden and Grimaldi (2016) により提唱されている。ゲロントフォルミカは系統的にアリ科のステムグループとして位置づけられており、亜科としてのアケボノアリ亜科は言及されなかった。

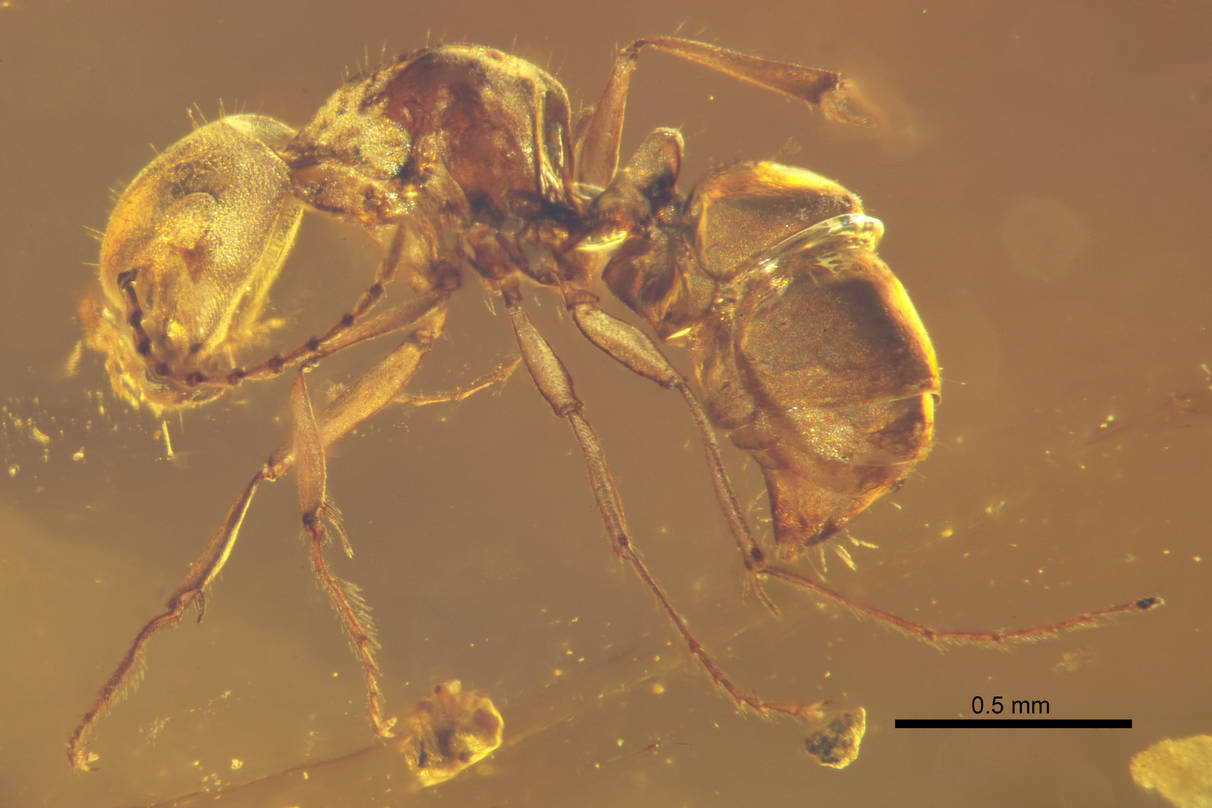
en

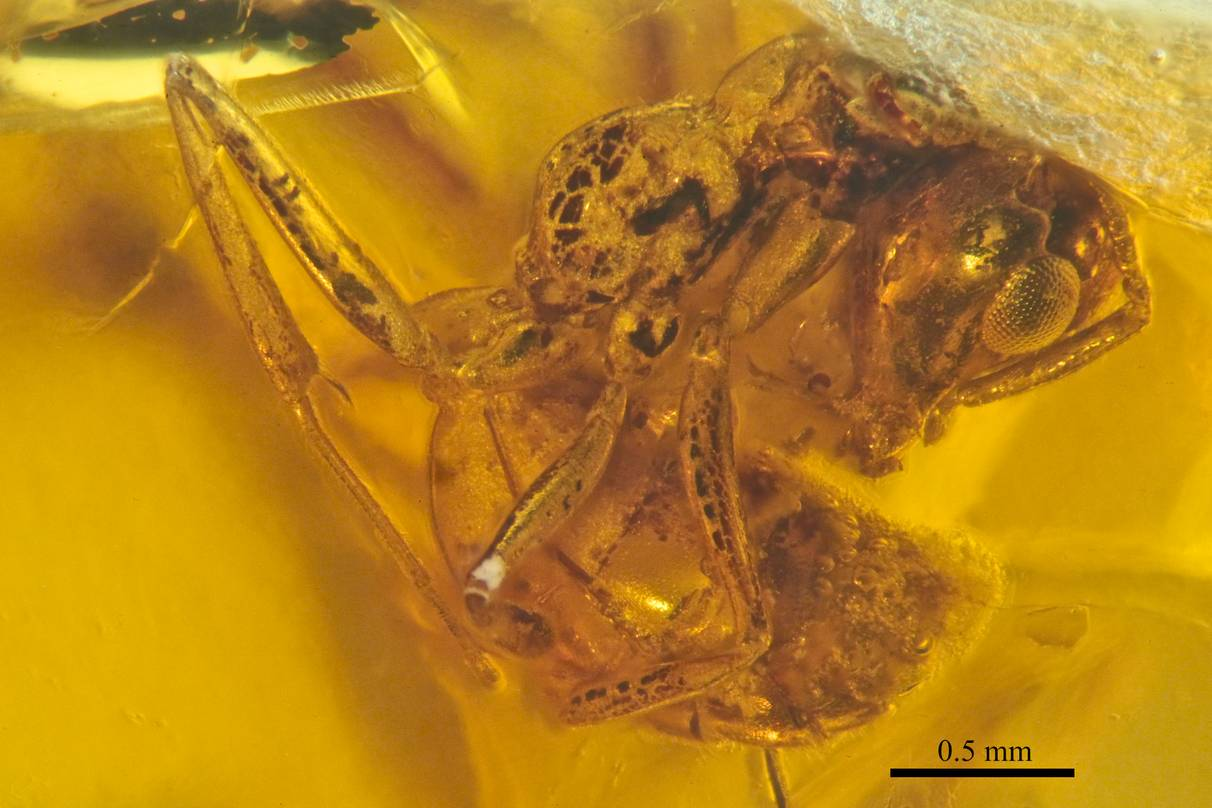
en

|  | Chyphotes mellipes                                                           |
|  |                                                                              |
|  | \| \| Chalybion californicum \| \| \| \| \| \| Heterogyna 属の種 \| \| \| \| |
|  |                                                                              |
|  | Chalybion californicum                                                       |
|  |                                                                              |
|  | Heterogyna 属の種                                                            |
|  |                                                                              |

|  | Chalybion californicum |
|  |                        |
|  | Heterogyna 属の種      |
|  |                        |

|  | Haidomyrmodes mammuthus                                                         |
|  |                                                                                 |
|  | \| \| Haidomyrmex scimitarus \| \| \| \| \| \| Haidoterminus cippus \| \| \| \| |
|  |                                                                                 |
|  | Haidomyrmex scimitarus                                                          |
|  |                                                                                 |
|  | Haidoterminus cippus                                                            |
|  |                                                                                 |

|  | Haidomyrmex scimitarus |
|  |                        |
|  | Haidoterminus cippus   |
|  |                        |

|  | Myanmyrma gracilis |
|  |                    |
|  | Zigrasimecia ferox |
|  |                    |

|  | Gerontoformica spiralis |
|  |                         |
|  | Gerontoformica magnus   |
|  |                         |
|  | Gerontoformica gracilis |
|  |                         |
|  | Gerontoformica pilosus  |
|  |                         |

|  | Brownimecia clavata    |
|  |                        |
|  | クラウングループのアリ |
|  |                        |

|  | Myanmyrma gracilis |
|  |                    |
|  | Zigrasimecia ferox |
|  |                    |

|  | Gerontoformica spiralis |
|  |                         |
|  | Gerontoformica magnus   |
|  |                         |
|  | Gerontoformica gracilis |
|  |                         |
|  | Gerontoformica pilosus  |
|  |                         |

|  | Brownimecia clavata    |
|  |                        |
|  | クラウングループのアリ |
|  |                        |

|  | Haidomyrmodes mammuthus                                                         |
|  |                                                                                 |
|  | \| \| Haidomyrmex scimitarus \| \| \| \| \| \| Haidoterminus cippus \| \| \| \| |
|  |                                                                                 |
|  | Haidomyrmex scimitarus                                                          |
|  |                                                                                 |
|  | Haidoterminus cippus                                                            |
|  |                                                                                 |

|  | Haidomyrmex scimitarus |
|  |                        |
|  | Haidoterminus cippus   |
|  |                        |

|  | Myanmyrma gracilis |
|  |                    |
|  | Zigrasimecia ferox |
|  |                    |

|  | Gerontoformica spiralis |
|  |                         |
|  | Gerontoformica magnus   |
|  |                         |
|  | Gerontoformica gracilis |
|  |                         |
|  | Gerontoformica pilosus  |
|  |                         |

|  | Brownimecia clavata    |
|  |                        |
|  | クラウングループのアリ |
|  |                        |

|  | Myanmyrma gracilis |
|  |                    |
|  | Zigrasimecia ferox |
|  |                    |

|  | Gerontoformica spiralis |
|  |                         |
|  | Gerontoformica magnus   |
|  |                         |
|  | Gerontoformica gracilis |
|  |                         |
|  | Gerontoformica pilosus  |
|  |                         |

|  | Brownimecia clavata    |
|  |                        |
|  | クラウングループのアリ |
|  |                        |

|  | Chyphotes mellipes                                                           |
|  |                                                                              |
|  | \| \| Chalybion californicum \| \| \| \| \| \| Heterogyna 属の種 \| \| \| \| |
|  |                                                                              |
|  | Chalybion californicum                                                       |
|  |                                                                              |
|  | Heterogyna 属の種                                                            |
|  |                                                                              |

|  | Chalybion californicum |
|  |                        |
|  | Heterogyna 属の種      |
|  |                        |

|  | Haidomyrmodes mammuthus                                                         |
|  |                                                                                 |
|  | \| \| Haidomyrmex scimitarus \| \| \| \| \| \| Haidoterminus cippus \| \| \| \| |
|  |                                                                                 |
|  | Haidomyrmex scimitarus                                                          |
|  |                                                                                 |
|  | Haidoterminus cippus                                                            |
|  |                                                                                 |

|  | Haidomyrmex scimitarus |
|  |                        |
|  | Haidoterminus cippus   |
|  |                        |

|  | Myanmyrma gracilis |
|  |                    |
|  | Zigrasimecia ferox |
|  |                    |

|  | Gerontoformica spiralis |
|  |                         |
|  | Gerontoformica magnus   |
|  |                         |
|  | Gerontoformica gracilis |
|  |                         |
|  | Gerontoformica pilosus  |
|  |                         |

|  | Brownimecia clavata    |
|  |                        |
|  | クラウングループのアリ |
|  |                        |

|  | Myanmyrma gracilis |
|  |                    |
|  | Zigrasimecia ferox |
|  |                    |

|  | Gerontoformica spiralis |
|  |                         |
|  | Gerontoformica magnus   |
|  |                         |
|  | Gerontoformica gracilis |
|  |                         |
|  | Gerontoformica pilosus  |
|  |                         |

|  | Brownimecia clavata    |
|  |                        |
|  | クラウングループのアリ |
|  |                        |

|  | Haidomyrmodes mammuthus                                                         |
|  |                                                                                 |
|  | \| \| Haidomyrmex scimitarus \| \| \| \| \| \| Haidoterminus cippus \| \| \| \| |
|  |                                                                                 |
|  | Haidomyrmex scimitarus                                                          |
|  |                                                                                 |
|  | Haidoterminus cippus                                                            |
|  |                                                                                 |

|  | Haidomyrmex scimitarus |
|  |                        |
|  | Haidoterminus cippus   |
|  |                        |

|  | Myanmyrma gracilis |
|  |                    |
|  | Zigrasimecia ferox |
|  |                    |

|  | Gerontoformica spiralis |
|  |                         |
|  | Gerontoformica magnus   |
|  |                         |
|  | Gerontoformica gracilis |
|  |                         |
|  | Gerontoformica pilosus  |
|  |                         |

|  | Brownimecia clavata    |
|  |                        |
|  | クラウングループのアリ |
|  |                        |

|  | Myanmyrma gracilis |
|  |                    |
|  | Zigrasimecia ferox |
|  |                    |

|  | Gerontoformica spiralis |
|  |                         |
|  | Gerontoformica magnus   |
|  |                         |
|  | Gerontoformica gracilis |
|  |                         |
|  | Gerontoformica pilosus  |
|  |                         |

|  | Brownimecia clavata    |
|  |                        |
|  | クラウングループのアリ |
|  |                        |